# Municipio de Riley (Indiana)
El municipio de Riley (en inglés: Riley Township) es un municipio ubicado en el condado de Vigo en el estado estadounidense de Indiana. En el año 2010 tenía una población de 3123 habitantes y una densidad poblacional de 33,62 personas por km².

## Geografía
El municipio de Riley se encuentra ubicado en las coordenadas 39°23′38″N 87°17′48″O / 39.39389, -87.29667. Según la Oficina del Censo de los Estados Unidos, el municipio tiene una superficie total de 92.88 km², de la cual 91,24 km² corresponden a tierra firme y (1,76 %) 1,64 km² es agua.

## Demografía
Según el censo de 2010, había 3123 personas residiendo en el municipio de Riley. La densidad de población era de 33,62 hab./km². De los 3123 habitantes, el municipio de Riley estaba compuesto por el 95,81 % blancos, el 0,58 % eran afroamericanos, el 0,29 % eran amerindios, el 2,27 % eran asiáticos, el 0,1 % eran de otras razas y el 0,96 % eran de una mezcla de razas. Del total de la población el 0,83 % eran hispanos o latinos de cualquier raza.